# Roam (groupe)
Pour les articles homonymes, voir Roam.
Roam, aussi stylisé ROAM, est un groupe britannique de punk rock originaire de Eastbourne en Angleterre, actif entre 2012 et 2022. Il se composait du chanteur Alex Costello, du bassiste Matt Roskilly, du guitariste principal et choriste Alex Adam, du guitariste rythmique Sam Veness, et du batteur Miles Gill.

## Histoire
Roam est formé en septembre 2012 à Eastbourne, en Angleterre,. En novembre 2012 le groupe commence à se produire . En 2013, il sort indépendamment deux EP, No Common Ground, qui sort en 2012, et Head Down, qui sort en 2013. 
En 2014, il signe chez Hopeless Records  et sort l'EP Viewpoint en 2015. Roam sort son premier album, Backbone, le 22 janvier 2016, chez Hopeless,. La même année, à l'occasion du Kerrang! Tour, le groupe assure la première partie de Sum 41. Le 28 février 2017, Roam annonce que le groupe se sépare de son batteur Charlie Pearson. Le groupe déclare que lors des concerts suivant le départ de Pearson, le batteur Miles Gill servirait de batteur de tournée lors des représentations du groupe. Le groupe se produit à chaque date du Vans Warped Tour 2016,. En août 2016, le groupe annonce que Miles Gill rejoindrait le groupe à temps plein.
Le 21 août 2017, le groupe annonce que son deuxième album, Great Heights and Nosedives, sortira le 13 octobre. Le 1er juillet 2019, le groupe annonce que son troisième album, Smile Wide, sortirait le 6 septembre 2019 et sort entretemps le premier single I Don't Think I Live There Anymore. Le 22 juillet 2019, ils sortent un deuxième single intitulé Piranha. Avec le groupe With Confidence, ils effectuent une tournée en Europe et au Royaume-Uni en septembre et octobre 2019.
Le 21 juin 2022, le groupe annonce qu'il se sépare et qu'il donnera plusieurs concerts d'adieu.

## Style musical
Le style musical de Roam est pop punk. Le biographe d'AllMusic Neil Yeung note que le groupe « s'inspire de New Found Glory, Blink-182, Sum 41 et Simple Plan ».

## Discographie

### Albums studio
- 2016 : Backbone (Hopeless Records)
- 2017 : Great Heights and Nosedives (Hopeless ; 178e du UK Albums Chart[15])
- 2019 : Smile Wide (Hopeless)

### EP
- 2012 : No Common Ground
- 2013 : Head Down
- 2015 : Viewpoint (Hopeless Records)